# Czasławice
Czasławice  (dawn. alt. Cząsławice) – część wsi Cerekiew w Polsce położona w województwie małopolskim, w powiecie bocheńskim, w gminie Bochnia.
W latach 1975–1998 miejscowość administracyjnie należała do województwa tarnowskiego.

## Historia
- 1860 – Cerekiew, Bessów i Czasławice  Barona Eichthala zostały sprzedane Wojciechowi Grabczyńskiemu adwokatowi z Tarnowa za 105 tys. złotych i on na 9 lat wydzierżawił Antoniemu Boguszewskiemu posesorowi Strzelec Wielkich,
- 1872 – zalane Cząsławice w czasie żniw,
- 1876 – 19/20 lutego Raba przerwała wały Czasławicach, woda sięgała po okna.

W 1869 roku Cząsławice liczyły 125 mieszkańców.